# Macouba
Macouba là một xã thuộc tỉnh hải ngoại Martinique nước Pháp.